# Monumento Bicentenário
O Monumento Bicentenário é uma série de placas de granito que descrevem a história da cidade de Oklahoma, instaladas no Parque do Bicentenário, no estado americano de Oklahoma. As placas foram criadas c. 1930, rededicadas em 1976 e renovadas em 2012. O monumento faz parte da colecção de arte pública da cidade de Oklahoma City.